# 2021 في الأرجنتين
تحتوي هذه المقالة على أهم الأحداث التي شهدتها الأرجنتين في 2021، إضافة إلى أهم الشخصيات الأرجنتينية المولودة والمتوفية في هذه السنة.

## الحكم
- الرئيس : ألبرتو فرنانديز
- نائب الرئيس: كريستينا فرنانديز دي كيرشنر

## الأحداث
مستمر - وباء COVID-19 في الأرجنتين

## وفيات

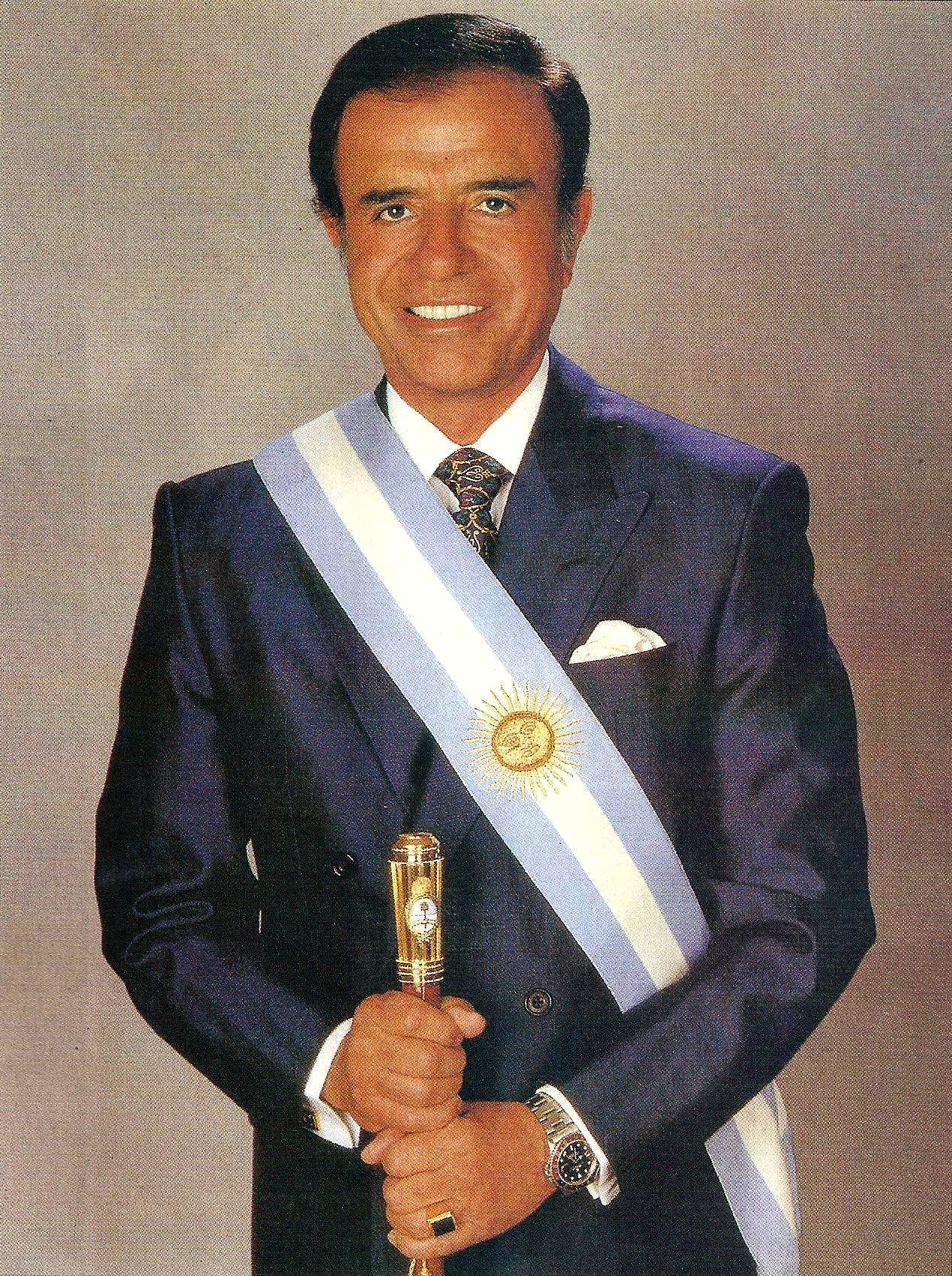
كارلوس منعم

- 14 فبراير:  كارلوس منعم، رئيس الأرجنتين الأسبق.